# 요시다 도모야스
요시다 도모야스(일본어: 吉田 朋恭, 1997년 9월 24일~)는 일본의 축구 선수이다.

## 구단 경력
그는 2020년 J3리그의 후쿠시마 유나이티드 FC에 입단했다. 2021년 J2리그의 몬테디오 야마가타로 이적했다. 2022년 7월부터 2023년까지 도치기 SC에서 뛰었다. 2024년 J3리그의 테게바자로 미야자키로 이적했다.